# Мостовляни
Мостовляни (пол. Mostowlany) — село в Польщі, у гміні Ґрудек Білостоцького повіту Підляського воєводства.
Населення — 34 особи (2011).
У Мостовлянах народився Кастусь Калиновський (1838—1864) — національний герой білоруського народу, поет, революціонер.
У 1975-1998 роках село належало до Білостоцького воєводства.

## Демографія
Демографічна структура станом на 31 березня 2011 року:
|          | Загалом | Допрацездатний вік | Працездатний вік | Постпрацездатний вік |
| -------- | ------- | ------------------ | ---------------- | -------------------- |
| Чоловіки | 15      | 1                  | 10               | 4                    |
| Жінки    | 19      | 2                  | 4                | 13                   |
| Разом    | 34      | 3                  | 14               | 17                   |